# Club Calor
El Club Calor es un club de fútbol de México, con sede en Reynosa, Tamaulipas, actualmente participa en la Serie B de la Segunda División de México.
Fue fundado oficialmente el 30 de agosto de 2001 bajo el nombre de "El Calor de San Pedro". La temporada 2001-02 fue la primera participación del club en Tercera División, en donde se mantuvo durante 10 años. Logró el subcampeonato de la tercera división la temporada 2011-12 y con ello ascendió a la Segunda División de México. En julio de 2013, el presidente del equipo firmó un convenio con el ayuntamiento de Gómez Palacio, con la cual, El Calor de San Pedro cambió de nombre y de sede. El equipo salió de San Pedro (Coahuila) después de ser su sede durante 12 años. Desde la temporada 2013-14, su nombre completo pasó a ser C. F. Calor Gómez Palacio, jugando sus partidos de local en el estadio "Fuego", de la Unidad Deportiva de Gómez Palacio, conocido como "El Establo". En julio de 2018 se anunció que el equipo salió de Gómez Palacio, para mudarse a Monclova, teniendo la Ciudad Deportiva Nora Leticia Rocha de la Cruz como nueva sede. En 2024 el equipo se trasladó a San Juan de los Lagos, Jalisco tras una alianza con un club de la ciudad de León, Guanajuato. Sin embargo, en esa sede solo permanecería durante un año ya que para la temporada 2025-26 el Calor se trasladó a la ciudad de Reynosa, Tamaulipas.

## Historia

### Inicios
Stephen Tolman Devins, nació en Toronto, Canadá, llegó a México cuando tenía 12 años, después de radicar en varias ciudades, llegó a San Pedro de las Colonias el 17 de noviembre de 1988, en compañía de Marcela Castellanos Rentería, con quien había contraído matrimonio un año antes en Tepic, Nayarit. Marcela, era egresada del Conservatorio de Música de la Universidad de Guadalajara, era maestra de piano en la Universidad Autónoma de Nayarit; Stephen, con estudios de mecánica en aviación, licenciado en administración de empresas e ingeniero en grabación, decidieron establecerse en San Pedro.
En un lote abandonado de Avenida Libertad, entre calles Tercera y Cuarta, de la colonia Lázaro Cárdenas, se dieron a la tarea de levantar un Templo Cristiano, con el fin de realizar una labor pastoral y social con los jóvenes que presentan problemas de adicciones. Iniciaron su tarea con habitantes de las colonias Lázaro Cárdenas, El Ancora y del barrio Monterrey, en donde empezaron a formar equipos de fútbol para conocer a los jóvenes, con el fin de trabajar con ellos. Además, instalaron un módulo del Instituto Nacional para la Educación de los Adultos (INEA), para que los jóvenes y adultos que no habían tenido oportunidad de estudiar o concluir su primaria y secundaria, se acreditaran mediante este sistema.
En 1991 abren un hogar para jóvenes de escasos recursos económicos, llegaron a tener 26 estudiantes, los cuales cursaban secundaria, preparatoria y nivel profesional. En 1993 establecen una escuela de inglés, bajo el nombre de Grupo Cultural México Canadiense, Asociación Civil, en la esquina de Avenida Libertad con carretera a Cuatro Ciénegas. Con sus oncenas de fútbol formaron en 1995 la Liga México Canadiense, ahora Liga Municipal de San Pedro, que llegó a tener 50 equipos de las categorías infantil, juvenil, libre y femenil, los cuales jugaban en las canchas del Centro Familiar y Recreativo (Cefare).
Marcela y su hermana Liliana hicieron los uniformes de los equipos que representan al Grupo Cultura México Canadiense en la Liga Municipal de San Pedro, tres en la rama femenil, cuatro en la varonil. Liliana y Marcela heredaron de su papá, Pedro Castellanos Villanueva, medio volante del equipo Club de Fútbol Atlante en la década de los años cincuenta, la afición por el fútbol. Al término de su carrera profesional, Castellanos Villanueva estableció residencia en Tepic, Nayarit, en donde nacieron sus hijas que desde pequeñas son seguidoras de las Coras de Tepic. En esos tiempo conviveron con los hermanos Ramón y Nicolás Ramírez, exjugadores del Club Santos Laguna. Conocieron a Missael Espinoza, Marco Antonio Díaz Ávalos, Raúl Isiordia y a otros que destacaban en el fútbol mexicano.

### Fundación
En 2001, nació la idea de comprar una franquicia de la Tercera División de México, al ver que en el municipio de San Pedro, tanto en el medio rural como en el urbano, había una gran cantidad de jóvenes con capacidades futbolísticas. Stephen había hecho contacto con varios equipos, desde Tercera hasta Primera División, para acomodar a algunos de sus jugadores, los cuales fueron rechazados por no tener una formación profesional. Esto lo motivó a buscar patrocinadores para adquirir una franquicia de Tercera División, con un capital de seis mil pesos viajó en varias ocasiones a la Ciudad de México para tratar el asunto ante la Federación Mexicana de Fútbol Asociación.
Llegó a tener oferta de una franquicia por parte de un equipo que militaba en Tercera División, pero le aconsejaron que adquiriera una nueva, la cual tenía un costo de 200 mil pesos, independiente de los 50 mil pesos por concepto de inscripción. Le fue difícil obtener esa cantidad, la fecha de compra de la franquicia e inscripción del equipo estaba por vencer, una noche antes del plazo llegó a su casa una persona con la que realizaba estudios bíblicos. Al verlo preocupado le preguntó qué pasaba, contó el problema, al término del estudio salió del recinto dicha persona y fue a su carro, enseguida regresó con un cheque por 250 mil pesos, le pidió que aceptara para que San Pedro contara con un equipo de Tercera División Profesional. “Dios ha traído personas a nosotros, que nos han ayudado en los tiempos difíciles”, contó Stephen.
Marcela comentó que a los jugadores les predican la palabra de Dios, que es lo más importante para ellos, han tenido la satisfacción de ver que la vida de muchos jóvenes que acudieron a ellos, han cambiado para bien. “Las personas de San Pedro que tienen años de conocernos, acuden a nosotros cuando requieren de apoyo; somos gente que vivimos de nuestro trabajo y de la ayuda de mucha gente que al saber lo que hacemos nos ofrecen ayuda”.

### Tercera División de México
El 30 de agosto de 2001, debutó El Calor de San Pedro en la Tercera División Profesional, su primer partido fue contra Tigres, al cual derrotó por un gol a cero en el campo de Laguna Splash, con anotación de Víctor Elizalde Delgado. Para fundar el equipo, Stephen Tolman contó con el apoyo de Diego Silva Villaseñor, exjugador del Santos Laguna, quien le enseñó el manejo del club, junto con Diego se unieron al grupo el profesor Álvaro Briones Gallegos y Guillermo “Curita” Gómez.
El Calor de San Pedro nació con la idea de dar oportunidad a jóvenes futbolistas del medio rural, con la condición de que fueran estudiantes, su lema inicial fue RETO, que significó respeto, estudio, trabajo y orden, posteriormente cambió a “A Dios sea la gloria”. En el diseño del escudo y de los uniformes participó Salvador Perales García, el nombre oficial del equipo fue Club de Fútbol Calor de San Pedro, Stephen Tolman Devins fue el presidente del club.
El primer entrenador de El Calor de San Pedro fue Álvaro Briones Gallegos, con una brillante trayectoria como preparador físico de una decena de equipos de Primera División Nacional, entre ellos Santos Laguna, al cual preparó en la temporada 1993-1994, cuando los “Guerreros” fueron subcampeones. El chileno estuvo la mitad del torneo al frente del equipo, ya que fue llamado a hacerse cargo de la preparación física de Tecos de la Universidad Autónoma de Guadalajara (UAG). Al relevo entró Guillermo “Curita” Gómez, exjugador del Santos Laguna, quien logró concluir el torneo, pero al siguiente fue llamado por el técnico Sergio Bueno para hacerse cargo de las Fuerzas Básicas del Club Celaya. 
En el Torneo de Invierno 2001, en lo que fue su primera participación, El Calor de San Pedro consiguió 16 puntos, quedó en el lugar número 12 de la tabla de posiciones del Grupo Diez. Su cuadro base estaba integrado por Alejandro Hernández en la portería, Víctor Elizalde Delgado, Juan Francisco Urrutia, Daniel Flores, Édgar Cepeda, Epigmenio Rodallegas, Armando Pedroza, Rafael Grimaldo, Javier Reyes, Jairo Fernández y Daniel Ramírez, jugadores de cuadro. Formaban también parte de ese primer equipo Alfonso Esquivel, guardameta, Rubén Castillo, Jorge Jaramillo, Luis García, Raúl Castro y Humberto Reynoso, jugadores de campo. El arquero Alejandro Hernández fue llamado al equipo de Celaya que participaba en el Torneo Nacional Juvenil de Fuerzas Básicas, Víctor Elizalde Delgado probó suerte en Cruz Azul. “Esa primera temporada fue de aprendizaje, no se pretendía calificar, sino competir y mejorar en diferentes aspectos durante el torneo”, recordó Stephen Tolman. En el Torneo de Verano 2002 se mantuvo el mismo equipo, en calidad de préstamo llegaron Cristhian Herrera Carreón y Antonio Domínguez, procedentes del equipo filial de Tercera División del Santos Laguna. En su segundo torneo consiguieron 18 puntos, quedaron en lugar número 14, tras la partida de Guillermo “Curita” Gómez, Juan Compeán fue nombrado técnico del equipo y Joel Ortiz su auxiliar. Juan Compéan, jugó profesionalmente en Primera, Segunda y Tercera División, en el máximo circuito debutó con Santos Laguna en un Torneo de Copa, bajo las órdenes del técnico Rubén Maturano, en un partido de visitante contra Tampico. Antes había jugado en Segunda División con Leones de Saltillo en la temporada 1990-1991 y en los Corsarios de Campeche en 1988-1989 en Tercera División.
En el Torneo Apertura 2002, el profesor Álvaro Briones Gallegos diseñó el programa de pretemporada y el estilo de juego. El equipo consiguió 26 puntos y quedó en tercer lugar en el Grupo Diez, calificó por primera vez a una Liguilla, en la primera ronda se enfrentó a Halcones de la Universidad Cuauhtémoc de Zapopan, Jalisco. En el partido de ida, celebrado en Laguna Splash, ganó El Calor de San Pedro tres goles a uno, en el de vuelta hubo empate, consiguieron el pase a octavos de final y enfrentaron al equipo Barra de Navidad, Jalisco, con el cual empataron a un gol en San Pedro y perdieron de visita dos a cero. El plantel de esa temporada estuvo integrado por: Eleazar Rodríguez, Daniel Morales, Jorge Valdez, Rafael Grimaldo, Daniel Flores, Roberto Moreno, Oscar García, Arturo Valdez, Bogart Segura, Mario Ramírez, Edgar Cepeda, Jorge Chávez González, Ángel Ulloa, Fernando Ortiz, Luis Manuel Martínez, Daniel Ramírez, Jairo Fernández, Carlos Torres, Félix Esparza, Luis Jaramillo, Elvis Morales y Jaír Aguirre.
En el Torneo Clausura 2003, en el cual no alcanzaron las metas propuestas, debido a que varios jugadores importantes recibieron la oportunidad de probar suerte en equipos de Segunda División Profesional, como fueron los casos de Arturo Valdez, Rafael Grimaldo y Daniel Morales, entre otros.
En la temporada 2011-12, el Calor conquistó el subcampeonato de la categoría, tras caer por marcador global de 1-2 ante el Real Cuautitlán, de esta manera, el equipo logró su ascenso a la Segunda División, en concreto, en la categoría Liga de Nuevos Talentos.

### Segunda División
El Torneo Apertura 2012 representó el debut del Calor en el tercer nivel del fútbol mexicano, en su primer torneo lograron calificar a octavos de final, ronda en la cual fueron eliminados por los Alacranes de Durango, su primera campaña permitió que el club se mantuviera en la categoría. En julio de 2013, el equipo cambió de nombre y sede, pues se trasladó desde San Pedro a Gómez Palacio, estableciendo su sede en la Unidad Deportiva Francisco Gómez Palacio.
Tras la mudanza, el club se mantuvo en posiciones discretas de la competencia, volviendo a jugar una liguilla en el Apertura 2016, en donde fueron eliminados en cuartos de final por los Colibríes de Malinalco. En el Clausura 2017, el Calor finalizó en tercer lugar de la tabla general, tras esto volvió a la liguilla. Tras eliminar a la Universidad Autónoma de Hidalgo y al Cuautla, llegó la final del torneo ante el Yalmakan. Finalmente, el Calor fue derrotado por marcador global de 1-0, por lo que finalizó el torneo como subcampeón. En la siguiente temporada, el equipo no pudo repetir los logros de la temporada previa.
El 10 de julio de 2018, se anunció que el club cambió de sede por tercera ocasión en su historia, dejando Gómez Palacio para pasar a jugar en Monclova, Coahuila de cara a la Temporada 2018-19.
En junio de 2020 el equipo anunció su ausencia durante la temporada 2020-21 de la Segunda División de México para realizar una reestructuración económica y deportiva con el objetivo de mejorar sus instalaciones para conseguir una lugar en la Serie A de México, además por las consecuencias económicas derivadas de la pandemia de COVID-19 en el país.
El equipo regresó a la actividad para el Torneo Apertura 2021, el Calor alcanzó la final del campeonato en donde fueron derrotados por Aguacateros Club Deportivo Uruapan con un marcador global de 2-1.
Un año más tarde llegó el primer título oficial en la historia del Club Calor, ya que en el Apertura 2022 el equipo de Monclova logró el campeonato tras derrotar en la final al club Alebrijes de Oaxaca "B" con un marcador global de 2-3, en el partido de vuelta celebrado en Oaxaca el Calor logró la remontada para hacerse con la copa, luego de haber perdido el partido de ida en Monclova. En el Clausura 2023 el equipo terminó como líder del torneo regular, por lo que accedió directamente a las semifinales, sin embargo, en esa ronda fue eliminado por Alebrijes de Oaxaca, equipo que terminaría siendo campeón de ese certamen, por lo que no se pudo conseguir el bicampeonato. En la serie final de la temporada 2022-2023 el Calor fue derrotado de nueva cuenta por el equipo oaxaqueño en los penales tras empatar a 4-4 en el global, luego de que los de Monclova empataron la serie en su cancha tras llegar a ese juego con una desventaja de dos goles.
Mientras el equipo tenía un buen desempeño en el aspecto deportivo, también logró una mejoría en las cuestiones administrativas y de infraestructura, por lo que se recibió la licencia correspondiente y finalmente el Club Calor fue aceptado en la Serie A de México, rama principal de la Liga Premier, en donde militará a partir de la temporada 2023-2024.
El equipo únicamente estuvo una temporada en Serie A, al finalizar la temporada 2023-24 la directiva decidió mover al equipo de Monclova debido a la falta de instalaciones deportivas adecuadas y ante las pocas oportunidades de desarrollo de futbolistas locales. En julio de 2024 el Club Calor se estableció en León, Guanajuato, en donde ya existió un equipo filial del club, durante la estancia del equipo en esa ciudad se intentó utilizar al Calor como la base para regresar al club Unión de Curtidores al fútbol profesional, sin embargo, el movimiento fue rechazado por la Liga Premier. Finalmente, ante la poca perspectiva de crecimiento para el equipo en la ciudad leonesa, la escuadra decidió jugar sus partidos como local en San Juan de los Lagos, Jalisco.
En junio de 2025 el equipo volvió a cambiar de sede tras firmar un acuerdo con un club llamado Frontera F. C. con sede en Reynosa, Tamaulipas, por lo que a partir de ese momento se estableció en la ciudad fronteriza, esto con el objetivo de recibir la autorización de la Liga para volver a participar en la Serie A ya que en esa ciudad puede contar con la infraestructura urbana y deportiva requerida para tomar parte de esa rama de la Liga Premier.

## Palmarés
| Competición nacional   | Títulos       | Subcampeonatos               |
| ---------------------- | ------------- | ---------------------------- |
| Segunda Serie B (1/2)  | Apertura 2022 | Clausura 2017, Apertura 2021 |
| Ascenso Serie B (0/1)  |               | 2022/2023                    |
| Tercera División (0/1) |               | 2011/2012                    |
| Copa Conecta (0/1)     |               | 2023                         |

## Temporadas
| Temporada     | División           | Posición                       |
| ------------- | ------------------ | ------------------------------ |
| 2010/2011     | 5.Tercera División | 2o. Grupo XV (Treintaidosavos) |
| 2011/2012     | 5.Tercera División | (Subcampeón) (Ascenso)         |
| Apertura 2012 | 4.Segunda LNT      | Grupo II                       |
| Clausura 2013 | 4.Segunda LNT      | Grupo II                       |
| Apertura 2013 | 4.Segunda LNT      | 6.º Grupo II                   |
| Clausura 2014 | 4.Segunda LNT      | 3.º Grupo II (Cuartos)         |
| Apertura 2014 | 4.Segunda LNT      | 13.º Grupo II                  |
| Clausura 2015 | 4.Segunda LNT      | 10.º Grupo II                  |
| Apertura 2015 | 4.Segunda LNT      | 13.º Grupo I                   |
| Clausura 2016 | 4.Segunda LNT      | 10.º Grupo I                   |
| Apertura 2016 | 4.Segunda LNT      | 3.º Grupo I (Cuartos)          |
| Clausura 2017 | 4.Segunda LNT      | 2.º Grupo I (Final)            |
| Apertura 2017 | 4.Segunda Serie B  | 9.º Grupo I                    |
| Clausura 2018 | 4.Segunda Serie B  | 12.º Grupo I                   |
| 2018/2019     | 4.Segunda Serie B  | 10.º                           |
| 2019/2020     | 4.Segunda Serie B  | 5.º                            |
| Apertura 2021 | 4.Segunda Serie B  | 4.º (Final)                    |
| Clausura 2022 | 4.Segunda Serie B  | 4.º (Semifinales)              |
| Apertura 2022 | 4.Segunda Serie B  | 4.º (Campeón )                 |
| Clausura 2023 | 4.Segunda Serie B  | 4.º (Semifinales)              |
| 2023/2024     | 3.Segunda Serie A  | 14.º Grupo I                   |
| Apertura 2024 | 4.Segunda Serie B  | 8.º (Semifinales)              |
| Clausura 2025 | 4.Segunda Serie B  | 7.º (Cuartos)                  |